# 폴 바네트
폴 윌리엄 바네트(Paul William Barnett , 1935년 9월 23일 - )는 오스트레일리아 성공회 주교이며 고대 역사가이자 신약 학자이다. 그는 1990년부터 2001년까지 노스 시드니의 주교였다. 그는 기독교의 부상과 역사적 예수에 관한 저명한 역사 작가이다. 그는 현재 호주 시드니 맥쿼리 대학교 고대사 교수이자 캐나다 밴쿠버의 리젠트 칼리지 교수로 재직 중이다.

## 배경
그는 시드니 대학교에서 인문 석사(MA Hons) , 호주 신학 대학(Australian College of Theology )에서 신학 석사 (ThL), 신학 학사 (BD Hons) 및 철학 박사(PhD)를 보유하고 있다. 1세기의 신약과 유대 역사 사이의 상호작용. 런던 대학교에서 그의 논문 제목은 "서기 40-70년 신학적, 정치적 상황에서의 유대 종말론적 예언자들" 이었다. "The Jewish eschatalogical prophets A.D. 40-70 in their theological and political setting"  [그는] 현재 밴쿠버의 리젠트 칼리지의 교수 펠로우이며 존경받는 고전학자이자 역사가이다."
그는 1965년에  안수를 받았고 시드니의 St Barnabas' Broadway 와 애들레이드의 North Terrace에서 사역했으며 1980년부터 매쿼리 대학교의 Robert Menzies College 의 석사가 되었다. 그는 나중에 10권에 있는 초기 기독교를 보여주는 New Documents 프로젝트의 의장이 되었다. 9권은 바넷에게 헌정되었으며 에드윈 저지가 그가 신약 고대 역사에 미친 영향에 대한 소개를 담고 있다. 그는 아니타 바넷과 결혼했다. 그에게는 4명의 자녀와 11명의 손자가 있다.
그는 2019 Queen's Birthday Honors에서 오스트레일리아 훈장 일원이 되었다.

## 참고 문헌
- - Is the New Testament History?. Hodder & Stoughton, 1986. Revised Edition: Aquila, 2004. ISBN 1-876960-82-5
  - Bethlehem to Patmos. Hodder & Stoughton, 1989. Revised Edition: Paternoster, 2013. ISBN 978-0-8928-3381-8ISBN 978-0-8928-3381-8
  - Apocalypse Now and Then: Reading Revelation Today (Reading the Bible Today Commentaries). 1989. Reprinted, Aquila Press, 2001. ISBN 978-1-875861-41-5ISBN 978-1-875861-41-5
  - The Servant King: Reading Mark Today. 1991. ISBN 978-1-875861-32-3ISBN 978-1-875861-32-3
  - The Truth about Jesus. First Edition 1994. Second Edition: Aquila, 2004. ISBN 1-876960-91-4ISBN 1-876960-91-4
  - The Second Letter of Paul to the Corinthians NIC. 1997.
  - Jesus and the Logic of History. Leicester: IVP (UK). 1997.
  - Jesus and the Rise of Early Christianity. IVP Academic, 1999. ISBN 978-0-8308-2699-5ISBN 978-0-8308-2699-5
  - The Shepherd King: reading John today. Aquila Press, 2005. ISBN 1-920935-76-2ISBN 1-920935-76-2
  - Living Hope: Reading 1 Peter today. Aquila Press, 2006. ISBN 1-921137-63-0ISBN 1-921137-63-0
  - The Birth of Christianity. Eerdmans, 2006. ISBN 978-0-8028-2781-4ISBN 978-0-8028-2781-4
  - Paul, Missionary of Jesus. Eerdmans, 2006. ISBN 978-0-8028-4891-8ISBN 978-0-8028-4891-8
  - Finding the Historical Christ. Eerdmans, 2009. ISBN 978-0-8028-4890-1ISBN 978-0-8028-4890-1
  - Messiah. Intervarsity Press, 2009. ISBN 978-1-84474-352-0ISBN 978-1-84474-352-0
  - The Corinthian Question. Apollos, 2011. ISBN 978-1-84474-532-6ISBN 978-1-84474-532-6
  - 1 Corinthians: Holiness and Hope of a Rescued People (Focus on the Bible). Christian Focus, 2011. ISBN 978-1-84550-721-3ISBN 978-1-84550-721-3